# La festa de Belssazar (Sibelius)
La festa de Belssazar (en suec Belsazars gästabud), JS 48, és una música incidental de Jean Sibelius per a una obra de teatre del mateix nom del periodista, poeta i dramaturg Hjalmar Fredrik Eugen Procopé (1868−1927).

## Història

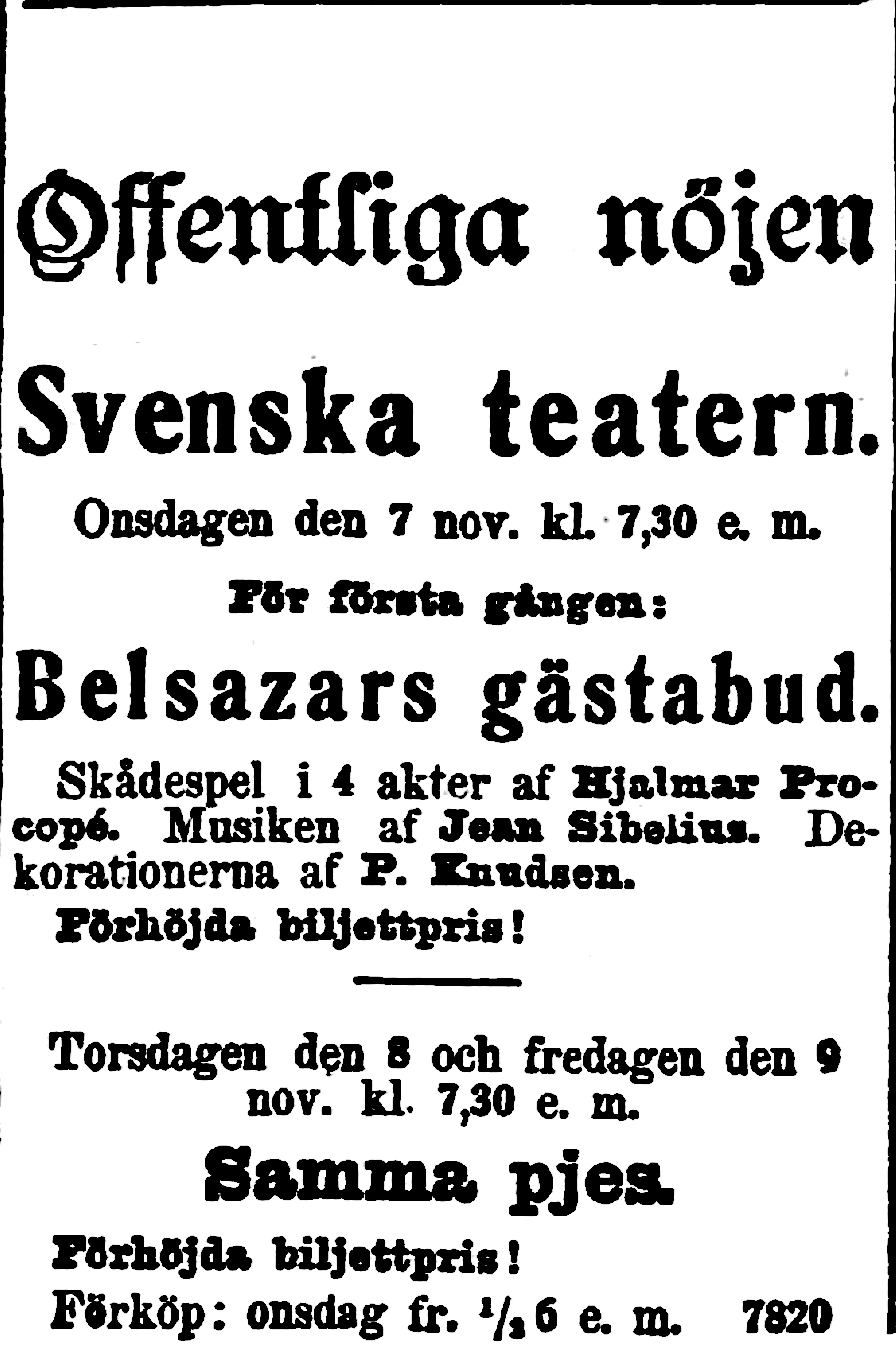
Un anunci del 7 de novembre de 1906 de Nya Pressen que promocionava l'estrena de la música incidental de Sibelius a la festa de Belssazar

Sibelius va compondre l'any 1906 vuit moviments, amb partitura per a orquestra, i també es requerien cantants en alguns números. La primera representació de l'obra i la seva música incidental va ser al Teatre Suec d'⁣Hèlsinki el 7 de novembre de 1906, dirigida pel compositor. Va tenir 21 representacions fins al gener de 1907.
El 1907 Sibelius va extreure una suite purament orquestral de quatre números, molt més coneguda que la partitura original. La suite té l'opus número 51. Va tenir la primera actuació a Hèlsinki el 25 de setembre de 1907, en el mateix concert que l'estrena de la Tercera Simfonia; l'Orquestra de la Societat Filharmònica de Hèlsinki va tornar a ser dirigida pel compositor. També va fer un arranjament per a piano de la suite el 1907.
La cançó de la noia jueva (Den judiska flickans sång), el número 2b de la partitura original, existia en diverses versions. Va ser escrit originalment per a flauta i orquestra. El 1907 esdevé el segon moviment, Solitud, de la suite orquestral. El mateix any Sibelius la va arranjar com a cançó per a veu i piano. El 1939, el va arranjar per a veu i orquestra per a la contralt nord-americana Marian Anderson, sota el títol "Solitude".
La suite ha tingut una sèrie d'enregistraments, dirigits per Sir Thomas Beecham, Guennadi Rojdéstvenski, Neeme Järvi, Pietari Inkinen i altres.
La partitura original completa va tenir l'estrena mundial de l'⁣Orquestra Simfònica de Lahti, Lilli Paasikivi (mezzosoprano), Petri Lehto (tenor), Sauli Tiilikainen (baríton), Lahti Chamber Choir, dirigida per Osmo Vänskä, com a part de l'edició completa de Sibelius publicada per BIS Records.

## Estructura

### Música incidental
1. Alla marcia (Acte I)
2a. Nocturn (preludi de l'acte II)
2b. La cançó de la noia jueva (acte II)
3. Allegretto (Acte III)
4. Dansa de la vida (Acte III)
5. Dansa de la mort (Acte III)
6. (part del número 4)
7. Tempo sostenuto (Acte IV)
8. Allegro (Acte IV)
9. (Repetició del número 4)
10. (Repetició del número 5)

### Suite
La suite va ser escrita per a dues flautes (2a doblant amb flautí), 1 oboè, 2 clarinets, 2 trompes, percussió (bombo, plats, pandereta, triangle) i cordes.
1. Marxa Oriental (originalment Alla marcia)
2. Solitud (originalment La cançó de la nena jueva)
3. Nocturn (originalment Preludi: Notturno)
4. La Dansa de Khadra (originalment Dansa de la vida i Dansa de la mort).[9]